# Lucknow–Bareilly Railway
| Lucknow–Bareilly Railway | Lucknow–Bareilly Railway                 |
| ------------------------ | ---------------------------------------- |
| Streckenlänge:           | 226 km                                   |
| Spurweite:               | Ursprünglich: 1000 mm Seit 2017: 1676 mm |
|                          |                                          |

Die Lucknow–Bareilly Railway oder Lucknow–Bareilly State Railway war ein Eisenbahnunternehmen in Indien und wurde von der Rohilkund and Kumaon Railway betrieben.

## Geschichte
Die Eisenbahngesellschaft entstand am 1. Januar 1891 durch Vereinigung der Lucknow–Sitapur–Seramow Provincial State Railway und der Bareilly–Pilibheet Provincial State Railway. Am 1. Januar 1943 ging sie in der Oudh and Tirhut Railway auf und wurde später von den Indian Railways betrieben.
Das Streckennetz war schmalspurig in Meterspur. Diese wurde 2017 auf Breitspur mit einer Spurweite von 1676 mm umgespurt.